# 華盛頓 (印地安納州)
華盛頓（英語：Washington）是一個位於美國印地安納州戴維斯縣的城市。根據2010年美國人口普查，該地人口為11509人，而該地的面積約為12.35平方千米。同時該地也是戴維斯縣的縣治。

## 地理
華盛頓的座標為38°39′30″N 87°10′30″W / 38.65833°N 87.17500°W，而該地的平均海拔高度為153米（即502英尺）。